# Personaggi di Dawson's Creek
Questa voce contiene un elenco dei personaggi presenti nella serie televisiva Dawson's Creek.

## Personaggi secondari

### Evelyn Ryan
- Interprete: Mary Beth Peil
- Doppiatrice: Graziella Polesinanti

È la nonna materna di Jen nonché vicina di casa di Dawson, è stata al fianco del marito per tanti anni, e dal loro matrimonio è nata la loro unica figlia, Helen (la madre di Jen). Membro del comitato femminile di Capeside, ai tempi del liceo era una cheerleader, da giovane ha lavorato come cameriera in un ristorante, ma dopo aver studiato per diventare infermiera ha esercitato la professione per 47 anni, prima di ritirarsi. È di religione cattolica, ma nonostante tutto non è necessariamente una persona retrograda, è una donna amorevole, paziente ed empatica, qualità che le consentono di consigliare saggiamente coloro che si rivolgono a lei. Ha molte passioni, ad esempio adora il découpage, inoltre le piace il gioco d'azzardo infatti per propria ammissione ama fare delle puntante durante i suoi ritiri parrocchiali a Las Vegas, tra l'altro ha sempre amato il cinema, il suo regista preferito è Frank Capra.
Ospita Jen a casa sua, quest'ultima si trasferisce da New York per aiutarla ad accudire il marito morente, anche se in realtà i genitori di Jen vogliono che lei viva a Capeside dato che loro non sono più capaci di gestire il carattere ribelle della ragazza, che si è espresso nel sesso e nell'abuso di droghe. Diventa vedova quando il marito muore dopo una lunga malattia, Evelyn lo ricorda sempre con affetto, lui era il suo grande amore, era molto giovane quando lo sposò. Dopo la morte del marito decide però di iniziare a frequentare altri uomini, effettivamente Evelyn è una donna molto corteggiata. Nonostante gli alti e bassi del loro rapporto, Jen e Evelyn sono molto legate, Evelyn infatti ha trasformato Jen in una ragazza più giudiziosa e consapevole, ha ammesso più volte che Jen è la sua ragione di vita, Evelyn è l'unica persona che Jen ha identificato come una figura genitoriale essendo la sola che ha dedicato costanza e passione nel guidarla, Jen ama Evelyn al di sopra di tutto, pur ammettendo che quando era piccola non simpatizzava molto per la nonna.
Anche gli amici di Jen si affezionano molto a Evelyn, spesso la chiamano affettuasamente "nonna" in particolare Evelyn si lega molto a Jack, che per lei e Jen diventa praticamente un membro della famiglia. Quando Jen si diploma Evelyn decide di vendere la casa in modo da pagarle gli studi, dato che Jen non vuole più contare sul versante economico sui propri genitori, e benché Evelyn fosse dell'intenzione di abitare in una casa di riposo Jen la convince a vivere con lei e Jack a Boston. Sia Jack che Jen frequentano l'università del Boston Bay, che essendo un college statale le spese per le tasse universitarie sono più contenute, infatti Evelyn compra una casa a Boston dividendola con Jack e Jen, sorprendentemente si ambienta molto bene a Boston.
Scopre di avere il cancro al seno, e dunque lei si trasferisce dalla figlia Helen a New York insieme a Jen e Jack per avere le cure migliori. Nel finale della serie diventa bisnonna, infatti Jen dà alla luce la piccola Amy, purtroppo Jen muore a causa di un'insufficienza cardiaca mentre era in ospedale con Evelyn che ha continuato a vegliare sulla nipote, tra l'altro è evidente che pure Evelyn sta morendo, con la consapevolezza che, quando arriverà la sua ora, lei e la sua amata Jen si ricongiungeranno.

### Gail Leery
- Interprete: Mary Margaret Humes
- Doppiatrice: Antonella Rinaldi

È la madre di Dawson e moglie di Mitch, lavora come giornalista televisiva per l'emittente locale di Capeside, tra le donne che ha sempre preso a modello ci sono Diane Sawyer e Barbara Walters, tuttavia anche se ama il suo lavoro non si sente apprezzata, ritenendosi sottovalutata rispetto ai suoi colleghi uomini essendo una donna. Gail è una madre amorevole, sempre pronta a dare consigli giudiziosi al figlio, comunque Dawson ha ammesso che l'aspetto di lei che più apprezza è il coraggio con cui Gail affronta sempre le sue scelte, indipendentemente dal fatto che siano giuste o sbagliate. È da sempre legata a Joey, infatti ammette di amarla come una figlia
Gail tradisce il marito con Bob, collega di lavoro, la prima a scoprirlo è Joey, e successivamente anche Jen e Dawson, quest'ultimo costringe Gail a confrontarsi con Mitch, e purtroppo quando Gail gli confessa di avere un amante lui decide di chiederle il divorzio, inutili sono stati i tentativi di Gail di conquistarsi il persono di Mitch, nonostante il suo sincero pentimento. Gail ammette di averlo tradito perché ormai la sua era diventata una vita così perfetta da avvertire un senso di vuoto dato che ormai non aveva più altri obiettivi da conquistare. Volendo evadere dalla realtà troppo provinciale di Capeside, accetta un lavoro in un'emittente televisiva a Filadelfia, torna poi a Capeside quando viene licenziata, ormai non più in giovane età non la ritenevano più adatta nel ruolo di giornalista.
Lei e Mitch rimangono buoni amici, lui la incoraggia ad aprire un ristorante tutto suo, il Leery's Fresh Fish al quale Gail si dedica con passione, tanto che quando le viene offerto un nuovo lavoro come giornalista in un'altra emittente, lo rifiuta. Gail e Mitch, che non avevano mai smesso di amarsi, tornano a essere amanti, e poi Gail gli chiede di sposarlo e lui le risponde di sì. Dopo il loro secondo matrimonio Gail scopre di aspettare una bambina, all'inizio non era sicura di voler proseguire la propria gravidanza, sentendosi in colpa per tutti gli errori che ha fatto avendo quasi distrutto la propria famiglia, ma Dawson la convince a non abortire, e infine Gail dà alla luce la piccola Lilly.
Quando Dawson va a studiare all'università, Gail si vede costretta a crescere Lilly da sola, anche perché Mitch muore in un incidente automobilistico lasciandola vedova. Dawson era anche disposto a tornare a vivere con lei e Lilly in modo da prendersi cura di entrambe, ma Gail ha ritenuto più opportuno allontanare Dawson, per il bene del figlio, ritenendo che la cosa giusta per quest'ultimo sia trovare un proprio spazio e costruirsi un avvenire fuori dal contesto famigliare in modo da aiutarlo a crescere. Nel finale della serie Gail si risposa, Dawson è contento per lei sapendo che anche Mitch sarebbe stato felice ora che la moglie si è ricostruita una vita.

### Mitchell "Mitch" Leery
- Interprete: John Wesley Shipp
- Doppiatore: Roberto Pedicini

È il padre di Dawson e marito di Gail, è un uomo passionale, gentile e sensibile, in varie occasioni viene evidenziato quanto lui e Dawson si somiglino, infatti proprio il padre ha trasmesso a Dawson il principio a cui è sempre stato fedele: coltivare e inseguire solo ciò che lo appassiona. Mitch ha sempre sostenuto Dawson nelle sue aspirazione, addirittura Mitch crede nelle ambizioni di suo figlio più dello stesso Dawson, contrariamente a Gail lui però è un genitori più severo e esigente. Mitch è un punto di riferimento anche per Joey e Pacey, considerando il brutto rapporto che entrambi hanno con i loro rispettivi padri. Non è un uomo che si identifica nell'ambizione, per lui infatti è la sua famiglia la propria ragione di vita. Ha sempre desiderato avere tanti figli, ma lui e Gail ci hanno messo anni anche solo per avere Dawson, e dopo la sua nascita, in seguito a vari tentativi, Gail non è più riuscita a rimanere incinta.
Quando Gail gli rivela di averlo tradito con un altro uomo, Mitch cade nello sconforto, tanto che vede nel divorzio l'unica soluzione, addirittura Mitch in un primo momento aveva tentato di salvare il proprio matrimonio proponendo a Gail un rapporto aperto dove a entrambi era permesso frequentare altre persone, ma non riuscendo più a convivere con il dolore del tradimento, Mitch lascia Gail. Nonostante tutto Mitch continua ad amarla e a volerle bene, infatti lui e Gail rimangono amici.
Mitch accetta un lavoro come allenatore di football del liceo di Capeside, si è assunto l'incarico principalmente perché nessuno voleva allenare la squadra alla luce dei suoi modesti risultati, tuttavia Mitch riesce a rendere la squadra più competitiva, anche perché convince Jack a parteciparvi avendo notato che è un buon atleta, vista l'omosessualità di Jack i suoi successi sportivi (incoraggiato da Mitch) gli hanno consentito di integrarsi meglio nell'ambiente liceale. In seguito diventa consulente scolastico, e quando Pacey nel suo ultimo anno di scuola rischia la bocciatura, Mitch lo esorta a studiare, infatti è tra i membri del corpo docente che più lo sostiene, anche grazie al supporto di Mitch che Pacey riesce infatti a diplomarsi.
Gail chiede a Mitch di sposarla per la seconda volta, e lui accetta con gioia, i due poi diventano nuovamente genitori, infatti poco dopo Gail rimane incinta e nasce così la piccola Lilly. Mitch muore nella quinta stagione, mentre era al volante della propria auto, rimanendo coinvolto in un incidente stradale.

### Bessie Potter
- Interprete: Nina Repeta
- Doppiatrice: Francesca Fiorentini

È la sorella maggiore di Joey, è stata praticamente Bessie a crescerla, essendosi dovuta assumere questa responsabilità dopo che la madre Lillian è morta per cancro ai polmoni mentre il padre, Mike, è stato arrestato dato che era uno spacciatore. Ha un fidanzato di nome Bodie, dal quale ha avuto un figlio, il piccolo Alexander. Insieme alla sorella gestisce un diner, l'Icehouse. Pur amando la sua famiglia, non è molto soddisfatta della propria vita non avendo raggiunto grandi traguardi, ai tempi in cui frequentava il liceo odiava la scuola.
Joey le vuole molto bene, anche se non la considera propriamente un modello da seguire, principalmente perché essendo Joey una ragazza molto ambiziosa non desidera lo stesso stile di vita di Bessie, fin troppo umile. Bessie, pur tentando di provvedere a lei non è mai riuscita a dare a Joey una solida stabilità economica, anche per questo Joey deve costantemente aiutarla, sia in casa che a lavoro, inoltre Joey ammette che abitando con la sorella, si sente più un ospite; tuttavia Joey apprezza molto i sacrifici che Bessie ha fatto per lei sapendo che comunque, nel limite delle sue possibilità, Bessie si è sforzata di crescere Joey in un ambiente famigliare sicuro.
All'inizio c'era un po' di antipatia tra lei e Evelyn, ma poi diventano più amiche, tra l'altro Evelyn ha aiutato Bessie con il parto quando è nato Alexander. Tende a essere un po' severa con Joey, specialmente nel tentativo di impedirle di commettere imprudenze che potrebbero compromettere il suo futuro, ciò però è dovuto al suo desiderio di aiutarla a lasciare Capeside dal momento che vuole il meglio per lei, in modo che Joey possa avere maggiori opportunità nella vita. Ha ammesso che, prima che nascesse Joey, lei e la madre Lillian erano più unite, ma quando Joey è nata quest'ultima ha assorbito le attenzioni della madre, tanto che Bessie era un po' gelosa. Con la morte della madre e l'arresto del padre, Bessie è stata costretta a responsabilizzarsi visto il suo ruolo di sorella maggiore così da poter crescere la sorellina.
Quando Mike sconta la sua pena in carcere, Bessie e Joey lo riaccolgono in casa, lui apparentemente desidera condurre una vita onesta, addirittura decide di trasformare l'Icehouse in un ristorante. Joey è piuttosto prevenuta e diffidente con lui, al contrario di Bessie che ingenuamente crede nelle sue buone intenzioni, ma poi si scopre che Mike stava ristrutturando l'Icehouse per farne un deposito dove custodire la droga, tanto che uno spacciatore rivale dà fuoco alla struttura. Mike viene arrestato, mentre Joey e Bessie avendo ora bisogno di soldi, decidono di trasformare la loro casa in un bed & breakfast, riescono nell'intento anche grazie al padre di Pacey che, essendo lo sceriffo di Capeside, mette gli agenti del suo dipartimento a disposizione per i lavori finalizzati a ristrutturare la casa. Bessie, con l'aiuto di Bodie, gestisce il bed & breakfast con successo, infatti si rivela un'attività remunerativa avendolo reso in breve tempo uno dei migliori dello stato del Massachusetts.

### Douglas "Doug" Witter
- Interprete: Dylan Neal
- Doppiatore: Mauro Gravina

È il fratello maggiore di Pacey, proprio come il padre John, che è lo sceriffo di Capeside, Doug (seguendo le orme paterne) lavora come rappresentante delle forze dell'ordine, infatti è vice-sceriffo. Doug è tutto l'opposto di Pacey essendo una persona equilibrata, giudiziosa e responsabile, è proprio la loro diversità che è alla base del loro altalenante rapporto: Doug è insofferente nei confronti dal carattere indisciplinato e immaturo di Pacey che a suo parere danneggia il buon nome della loro famiglia, inoltre a volte dà l'impressione di godere nell'umliarlo. A dispetto di tutto Doug gli vuole bene, non manca di dargli dai saggi consigli all'occorrenza, inoltre ammira che il fratello ama pensare fuori dagli schemi, infatti il vero problema è che vorrebbe che Pacey fosse più ambizioso.
Anche se è consapevole che il suo modesto lavoro come tutore della legge in una piccola città non gli permetterà mai di emergere, lo svolge con dedizione. È per merito di Doug che Pacey ha scoperto di avere talento come cuoco, infatti quando Pacey si diploma trasferendosi a Boston, è proprio Doug a trovargli un lavoro nel rinomato ristorante Civilization. Doug cerca di nasconderlo, ma è una persona infelice, questo perché è troppo fedele al suo rigoroso senso della responsabilità, infatti nella sesta stagione appare evidente che lui invidia Pacey perché egli, dopo aver preso il diploma, ha avuto il coraggio di essere egoista tagliando i ponti con la famiglia e con Capeside allargando le proprie possibilità. Persino il padre, John, ammette che uno dei principali difetti di Doug è che lui prende la vita troppo serieamente, tanto da sacrificare la propria felicità personale.
Quando Pacey decide di ristrutturare l'Icehouse e di trasformarlo in un ristorante, ci riesce grazie all'aiuto di Doug, il quale ha fatto sì che la banca accordasse a suo fratello il prestito. Nel finale della serie Doug prende il posto di suo padre diventando il nuovo sceriffo di Capeside. Curiosamente Pacey lo provoca costantemente facendo delle insinuazioni sulla presunta omosessualità di Doug, e infatti poi Doug si rivela realmente gay, intraprende persino una relazione con Jack.
Doug ha rivelato la verità sulla propria omosessualità solo alla sua famiglia, Pacey tra l'altro sostiene molto la storia tra Jack e il fratello, ma egli si rifiuta di rendere di dominio pubblico il proprio orientamento sessuale temendo che, una volta che tutti lo sapranno, ciò inciderebbe sulla percezione che la gente avrebbe su di lui. Jack, capendo che Doug non sa accettare la sua stessa sessualità, stanco del suo atteggiamento, decide di lasciarlo, contemporaneamente Jen muore e affida a Jack la figlia Amy. Pacey incoraggia Doug a non rinunciare a Jack, che tra l'altro sta prendendo in considerazione l'idea di lasciare Capeside, e infatti capendo quanto Jack sia importante per lui lo convince a rimanere e i due si riconciliano, adesso non ha più paura che gli altri sappiano che è gay, infatti quello che vuole è crescere Amy al fianco di Jack.

### Gretchen Witter
- Interprete: Sasha Alexander
- Doppiatrice: Laura Latini

È la sorella di Doug e Pacey, ai tempi in cui Dawson era solo un ragazzino Gretchen era stata il suo primo amore. Diversamente dai genitori e da Doug, lei crede molto in Pacey e ha fiducia nelle sue potenzialità, probabilmente Gretchen è l'unico membro della famiglia con cui Pacey ha un vero rapporto di genuino affetto. Ai tempi del liceo era la tipica studentessa modello, tuttavia quando lasciò Capeside per studiare all'università, lei è cambiata molto, tra feste e relazioni con ragazzi sbagliati. Senza dare spiegazioni torna a Capeside, all'inizio si trasferisce da Doug, ma poi decide di affittare una casa e di dividerla con Pacey.
Gretchen trova un lavoro come barista al Leery's Fresh Fish, in più occasioni quando le viene domandata la motivazione che l'ha spinta a lasciare l'università, lei evita di dare una risposta, ma poi confessa (prima a Dawson e poi a Pacey) di aver avuto un aborto spontaneo, il suo ex ragazzo Nick l'aveva messa incinta, e sebbene era comunque nelle sue intenzioni interrompere la gravidanza, quell'evento è stato un po' traumatizzante per lei, è per questo che ha abbandonato gli studi. Gretchen e Dawson trascorrono sempre più tempo insieme, quest'ultimo si innamora di lei, e Gretchen capisce di ricambiarlo, nonostante all'inizio volessero rimanere solo amici, successivamente intraprendono una relazione. Nonostante Gretchen sia più grande di Dawson, questo per lei non è un problema, anche perché Dawson si è rivelato un ragazzo sensibile, paziente e comprensivo, quella con Gretchen è stata la prima relazione che Dawson ha avuto in un contesto più maturo.
Anche se Joey sta insieme a Pacey, per lei non è facile vedere Dawson felice al fianco di Gretchen, dato che in fondo è ancora innamorata di lui, un fattore che distingue Gretchen da Pacey è che mentre quest'ultimo vede nel legame tra Dawson e Joey una minaccia, Gretchen invece rispetta il profondo affetto che li lega, pur essendone un po' gelosa. Gretchen è probabilmente la persona che capisce Pacey meglio di chiunque altro, per esempio è consapevole che, benché quest'ultimo si ostini a imputare i suoi insuccessi al burrascoso rapporto con la propria famiglia, il suo vero problema è che non riesce a convinvere col il suo senso di inadeguatezza. Più volte viene palesato che, un elemento che accomuna Pacey e Gretchen è che entrambi in amore non riescono ad aprirsi totalmente, reagendo ai problemi nascondendosi dietro al loro atteggiamento introverso, ed evitando il confronto.
Gretchen decide di trasferirsi a Boston avendo fatto domanda per un lavoro in un giornale, in una rubrica di cronaca mondana, mentre Dawson (che a breve si diplomerà) si trasferirà in California per studiare all'università, infatti benché Dawson voglia fare l'amore con lei Gretchen non trova il coraggio di portare la loro relazione su quel livello, proprio perché sapendo che lei e Dawson prenderanno strade diverse saranno costretti a lasciarsi e dunque separarsi da lui diverrebbe più difficile. Gretchen però non ottiene il lavoro, essendo sprovvista di una laurea, decide quindi di tornare all'università e di lasciare Dawson, ammettendo che la sua vicinanza, invece che "più grande" di lui la fa sentire "più vecchia". Dawson tuttavia le propone una fuga romantica prima che la loro separazione sia definitiva, almeno all'inizio Gretchen sembra accettare, ma poi lascia Capeside senza di lui, non avendolo nemmeno salutato, anche se lo ama ha ritenuto più giusto porre fine alla loro relazione.

### Drue Valentine
- Interprete: Mark Matkevich
- Doppiatore: Alessandro Quarta

Si trasferisce a Capeside durante il suo ultimo anno di liceo, insieme alla madre, la quale dirige lo Yacht Club. Ha una bassissima considerazione dei propri genitori, considera la madre una donna detestabile, inoltre odia trascorrere del tempo col padre. Drue è una persona provocativa e insolente, inoltre è un manipolatore, pur essendo cresciuto nell'ambiente dell'alta società lo disprezza accusando coloro che vi fanno parte di essere superficiali e privi di integrità. Prima di trasferirsi a Capeside aveva frequantato vari collegi maschili, pare non preservare un bel ricordo di quel periodo ammettendo che quel tipo di ambiente non ha fatto altro che trasformarlo in una persona livorosa.
Dal momento che aiuta sua madre svolgendo dei lavori allo Yacht Club ciò fa sì che lui e Joey trascorrano del tempo insieme, dato che lei si è fatta assumere come cameriera, tuttavia Joey non lo sopporta, le conversazioni tra Drue e Joey il più delle volte sono caratterizzate da un continuo scambio di frecciatine sarcastiche. Da subito si conquista la popolarità a scuola grazie al suo carattere carismatico, quando Drue viveva a New York lui e Jen si frequentavano anche se la loro è un'amicizia che non si è mai del tutto cementata, proprio come Jen anche lui era un tossico, ma al contrario di lei Drue non ne prova vergogna. Quando viene a vivere a Capeside all'inizio ignorava che pure Jen si fosse precedentemente trasferita lì, al suo arrivo Drue tenta di metterla nei guai: in effetti ci riesce quando le offre dell'ecstasy, sebbene ad assumerla è Andie che ha rischiato di morire per overdose.
È evidente che ha un debole sia per Jen che per Joey, ciò si riflette nell'atteggiamento arrogante e meschino che riserva a entrambe, infatti per propria ammissione lui è bravo a fare solo due cose con le ragazze, ovvero sedurle e trattarle male, pur non andandone orgoglioso. Curiosamente quando conversa con Jen e Joey, talvolta mostra un lato gentile del proprio carattere, tra l'altro pur sapendo che Joey aveva ingannato la madre facendosi assumere allo Yacht Club con false credenziali, ha mantenuto il segreto pur di non farle perdere l'impiego. 
È probabile che il motivo per cui Drue è ostile con Jen è perché non le aveva perdonato quello che lei gli fece l'ultima notte a New York, prima che lei partisse per Capeside, infatti in quell'occasione portò Drue a casa sua con l'apparente intenzione di fare sesso con lui, ma in realtà voleva solo che Theo (il padre di Jen) la sorprendesse in compagnia di Drue al solo scopo di provocare il padre, Jen infatti in maniera meschina aveva manipolato Drue per far arrabbiare Theo. In effetti solo dopo molto tempo Jen si scusa con lui per l'accaduto, tanto che Jen e Drue parzialmente si riconciliano. Jen e sua nonna Evelyn per un po' di tempo hanno dato ospitalità a Drue nella loro casa dopo che lui e la madre avevano avuto un acceso litigio. Infine Drue si diploma e in seguito non fa più apparizioni nella serie, si può presumere che dopo il diploma abbia lasciato Capeside.

### Audrey Liddell
- Interprete: Busy Philipps
- Doppiatrice: Antonella Baldini

Studia all'università di Worthington, lei e Joey sono compagne di stanza nel dormitorio universitario. In un primo momento non è stato facile per Joey legare con Audrey, specialmente per via delle loro diversità caratteriali, infatti Audrey è una ragazza socievole, estroversa e avventurosa, col tempo però stringeranno un'amicizia sincera, tanto che diventano migliori amiche. Viene da una benestante famiglia di Los Angeles, non ha un bel rapporto con i suoi genitori, considera il padre soltanto un uomo arrogante, lei e la madre Kay a modo loro si vogliono bene, anche se quest'ultima considera la figlia troppo superficiale e poco ambiziosa. Per via di tutti i problemi che causava, ai tempi del liceo si è fatta espellere da vari istituti, ha frequentanto infatti ben sei scuole private, è riuscita a farsi ammettere in una prestigiosa università come Worthington principalmente grazie all'influenza del padre.
Per merito di Joey inizia a stringere amicizia anche con Dawson, Jen, Jack e Pacey, si innamora di quest'ultimo e i due si mettono insieme, in effetti dopo che Pacey lascia Joey, quella con Audrey è stata la sua prima relazione seria. Audrey per un po' di tempo lavora come cameriera nel ristorante Civilization, ma la nuova manager Alex la licenzia, la cosa diventa ancora più umiliante quando Pacey, in un momento di debolezza, era tentato di tradirla proprio con Alex. Anche se Pacey ammette che sta bene con Audrey come con nessun altra prima di lei, è evidente che ciò è dovuto solo al fatto che sono molto simili, dato che entrambi sono passionali e amano vivere con spensieratezza, ma col protrarsi della loro relazione appare evidente che Pacey, pur tenendo molto a lei, non ha la capacità di amarla.
Ormai Pacey, avvertendo il bisogno di cambiamento desiderando una vita più responsabile, capisce che Audrey non è la ragazza che vuole al proprio fianco dato che lei vive nel mito del divertimento, tra l'altro Pacey ama solo Joey e infatti Audrey ha capito che lui (anche solo per ostinazione) si rifiuta di amare un'altra e che dunque è incapace di avere rapporti maturi con altre ragazze; Audrey lo lascia comprendendo che quello nei confronti di Pacey è un amore a senso unico. Dato che Audrey è una brava cantante, cerca di sfondare nell'ambiente musicale, ma il suo abusare di droghe e alcolici le impedisce di affermarsi, inoltre sta anche iniziando a prendere dei cattivi voti.
La famiglia di Audrey decide di internarla in una clinica, ma lei si rifiuta di farlo, tuttavia quando picchia un uomo che voleva violentarla approfittando del fatto che era ubriaca, capisce di non avere più autocontrollo, e per merito dell'affetto di Joey decide di farsi curare. Il tempo trascorso in clinica le ha giovato molto, adesso è decisamente più serena rispetto a prima, inoltre lei e Pacey tornano a essere buoni amici, tra l'altro riprende a studiare con maggiore serietà. Non appare negli ultimi episodi, ma viene menzionata, adesso è una cantante e si esibisce nel gruppo di John Mayer in Europa inoltre ha un nuovo fidanzato.

### Eddie Doling
- Interprete: Oliver Hudson
- Doppiatore: Niseem Onorato

Studente di Worthington, Joey fa la sua conoscenza alla facoltà di letteratura del professor Hetson, all'inizio Joey lo prende in antipatia, tra l'altro sono anche costretti a lavorare insieme visto che Eddie è il barista dell'Hell's Kitchen dove Joey presta servizio come cameriera. In breve tempo però il rapporto tra Joey e Eddie inizia a cambiare, tanto che finiscono col provare una certa attrazione reciproca, per poi innamorarsi perdutamente l'una dell'altro. Joey, successivamente, scopre che Eddie non studia veramente a Worthington, lui ama molto la letteratura e dunque ha assistito alle lezioni di Hetson senza averne l'autorità, e purtroppo adesso non gli è più permesso dato che Hetson aveva scoperto l'imbroglio.
Eddie e Joey diventano una coppia, più volte viene esaltato quanto però Eddie sia diverso da lei, infatti al contrario di Joey lui crede nell'audacia e nella spontaneità, ammette però che uno dei suoi principali difetti è la poca risolutezza, ne è un esempio il fatto che, dopo aver frequentato l'università per un solo semestre, abbandona gli studi solo perché non ha avuto da parte del padre abbastanza incoraggiamento. Eddie perde il suo impiego all'Hell's Kitchen dopo aver picchiato Hetson sul posto di lavoro, poi taglia i ponti con Joey, la quale quando va a fargli visita a casa sua la trova disabitata: infatti dopo il licenziamento è tornato a vivere con i suoi genitori vista l'impossibilità di pagare l'affitto, ha preferito evitare con Joey il confronto diretto.
Joey tenta di ritornare con lui, ma Eddie preferisce allontanarla dalla sua vita, ritenendo che lui e Joey siano su due piani troppo differenti, lei infatti studia in un'ottima università oltre al fatto che quello che gli si prospetta è un brillante avvenire, mentre Eddie, a causa delle sue limitate possibilità, si rassegna a una vita mediocre senza aspirazioni. Joey, dopo aver scoperto che Eddie è molto portato per la scrittura, chiede aiuto a Hetson il quale nonostante l'astio per Eddie viene convinto a farlo ammettere in una prestigiosa scuola per scrittori in California. Eddie tenta di riconquistare Joey che infatti, a dispetto dell'iniziale titubanza, capisce di non voler rinunciare al loro amore e i due si rimettono insieme.
Purtroppo il loro ritrovato legame non dura molto, infatti è evidente che Joey non riesce a fidarsi di lui non ritenendo Eddie abbastanza affidabile. Lui prova a convincerla a trascorrere l'estate insieme viaggiando per l'Europa, ma lei non se la sente, in un secondo momento cambia idea ma Eddie pone fine alla loro relazione senza dirle niente, limitandosi a lasciarle una lettera, anche se ama Joey non vuole più stare con lei avendo capito che non è ancora pronta per crescere e maturare all'interno di una relazione di coppia.

## Altri personaggi

### Introdotti nella prima stagione
- Mike Potter. Interpretato da Gareth Williams, doppiato da Franco Zucca (stagioni 1-2) e Luca Biagini (stagione 6). È il padre di Joey e Bessie, rimasto vedovo dopo la morte della moglie Lillian, è finito in prigione per spaccio di droga. In gioventù lavorava nella guardia marina, ha provato a fare soldi con la droga per affrontare i problemi economici che lui e la famiglia stavano attraversando. Bessie, anche davanti agli errori del padre, gli ha sempre mostrato indulgenza, al contrario di Joey che per tanto tempo gli ha portato rancore, non solo per l'arresto avendo così compromesso la reputazione della famiglia agli occhi di tutta Capeside, ma anche perché Mike tradiva la moglie con un'altra donna. Quello di Mike era un matrimonio infelice, tanto che Joey, facendo un paragone con Gail e Mitch, ha ammesso che i propri genitori non erano uniti da un amore particolarmente intenso. Mike non va orgoglioso dei suoi comportamenti, addirittura si vergogna degli errori che ha fatto, effettivamente la condotta di Mike non è mai stata motivata dalla cattiveria, ma dalla debolezza di carattere e dal senso di insicurezza. Dopo aver scontato la sua pena torna a vivere con Joey e Bessie, decide di cambiare vita e di provare a essere un uomo migliore, tanto che persino Joey, memore del fatto che Mike prima del suo arresto era una persona rabbiosa ed esasperata, rimane colpita dai progressi che ha fatto dato che ora è diventato un uomo volenteroso e affidabile. Tuttavia Mike, afflitto dal rimorso dei suoi errori e desideroso di dare a Bessie e Joey un tenore di vita migliore, commette ancora una volta lo sbaglio di tentare di guadagnare soldi facili con la droga, quando Dawson lo scopre lui e John (il padre di Pacey e sceriffo di Capeside) convincono Joey a incriminarlo, anche perché John stava già costruendo un caso contro di lui dato che sospettava da un po' che Mike fosse ricaduto nei vecchi giri criminali e a breve sarebbe entrato comunque in possesso delle prove necessarie per arrestarlo. Joey inganna suo padre e gli estorce una confessione sui crimini commessi, John così arresta Mike il quale comprende che la figlia ha preso la decisione migliore scegliendo di consegnarlo alle autorità. Mike dopo qualche anno viene scarcerato, attualmente lavora in un emporio, Joey contrariamente a come fece in passato questa volta mostra più clemenza nei riguardi del genitore tentando di avere col lui rapporto migliore.
- Abby Morgan. Interpretata da Monica Keena, doppiata da Rachele Paolelli. Studentessa del liceo di Capeside, praticamente non ha amici, questo perché ha un carattere arcigno animato da un ingiustificabile disprezzo per gli altri, ama umiliare le persone, le interessa soltanto divertirsi e sedurre i ragazzi. I suoi genitori hanno divorziato, quella che conduce Abby è una vita semplice priva di complicazioni, per sua stessa ammissione questo è il motivo per cui è cattiva con la gente: lo considera il solo modo per apparire più interessante e compensare la banalità della propria vita. Instaura una controversa amicizia con Jen, una sera mentre le due ragazze si ubriacano, Abby cade dal pontile e muore affogando in mare, inutile è stato il tentativo di Jen di salvarla dato che si era buttata in acqua sperando di impedirne la morte.
- Tamara Jacobs. Interpretata da Leann Hunley, doppiata da Gabriella Borri. Professoressa di letteratura che inizia a lavorare nel liceo di Capeside, è nata a New York, ha lasciato la città per distanziarsi dall'ex marito, un agente di borsa di cui non conserva un bel ricordo dato che è un uomo dei comportamenti invadenti e aggressivi. Dal momento in cui Pacey la vede per la prima volta, si invaghisce si lei, Tamara a sua volta inizia a ricambiare la sua attrazione, pur tentando di reprimerla dato che Pacey è un minorenne, oltre che un suo studente. Tuttavia Tamara è affascinata dall'indole audace del ragazzo, tanto che intraprende con lui una relazione, Pacey perde la verginità con Tamara. Pacey, senza volerlo, pecca di indiscrezione, tanto che la loro relazione rischia di uscire allo scoperto, Tamara viene anche giudicata da una commissione, fortunatamente Pacey mente affermando che tra lui e Tamara non c'è niente, impedendole di mettersi nei guai. Purtroppo, nonostante il pericolo scampato, Tamara comprendre che non può continuare a stare con Pacey, lei desidera dei figli e non può costruirsi in futuro con un ragazzo più giovane di lei, quindi lascia Capeside per trasferirsi dalla sorella a Rochester.
- Billy. Interpretato da Eion Bailey, doppiato da Fabio Boccanera. È l'ex ragazzo di Jen, i due uscivano insieme quando lei viveva ancora a New York, benché oltre a Billy lei frequentava anche altri ragazzi. Rivale in amore di Dawson, viene a Capeside per tentare di riconquistare Jen, da subito Dawson e Pacey lo prendono in antipatia vista la sua arroganza, inoltre si è rivelato più volte un manipolatore. La sua permanenza a Capeside dura poco, Jen infatti mette in chiaro con lui che non è sua intenzione tornare con Billy, il quale davanti al suo insuccesso lascia la città.
- Bodie. Interpretato da Obi Ndefo, doppiato da Stefano Mondini. È il fidanzato di Bessie e padre di Alexander, è un ottimo cuoco. Lui e Joey hanno un buon rapporto, anche perché contrariamente a Bessie che a volte è troppo rigida e severa con la sorella, Bodie nei riguardi di Joey è più permissivo ed empatico rispetto alla sua fidanzata, si è sempre rivelato un uomo sensibile, gentile e affidabile.
- Benji Gold. Interpretato da Mitchell Laurance, doppiato da Gaetano Varcasia (stagione 1) e Maurizio Reti (stagione 6). Insegna cinema nel liceo di Capeside, benché il suo corso sia esteso solo agli studenti più anziani, Dawson lo convince ad accettarlo come suo studente già al suo secondo anno di liceo. È gay, sembra che Tamara (con la quale ha un bel rapporto di amicizia) sia l'unica a esserne a conoscenza.
- Bob. Interpretato da Ric Reitz, doppiato da Giorgio Locuratolo. Giornalista televisivo e collega di lavoro di Gail, quest'ultima tradisce Mitch intraprendendo una relazione clandestina con Bob, tuttavia quando Dawson lo scopre mettendo Gail nella posizione di doverlo rivelare al marito, Gail per salvare il proprio matrimonio si vede costretta a lasciare Bob.

### Introdotti nella seconda stagione
- John Witter. Interpretato da John Finn, doppiato da Rodolfo Bianchi (stagioni 2 e 4) e Mario Cordova (stagione 6). È il padre di Pacey, Doug e Gretchen, è lo sceriffo di Capeside. Al pari di Doug anche lui non fa che svilire e umiliare Pacey, tuttavia John è decisamente più severo rispetto a Doug nei riguardi di Pacey, infatti il brutto rapporto con la figura parterna è una delle principali cause dell'insicurezza di Pacey benché quest'ultimo si ritenga comunque equamente colpevole delle divergenze con il genitore dal momento che, come figlio, raramente gli dà delle motivazione per essere fiero di lui. In varie occasioni emerge comunque il profondo affetto che lega John e Pacey, infatti quest'ultimo ammette che per lui è quasi inevitabile ammirare il padre dato che John è un uomo che serve la propria comunità con dedizione, inoltre uno dei principali problemi tra i due è che John non gli dedica molto tempo. John in fondo è consapevole che Pacey ha molti pregi, se infatti è ostile con il figlio è semplicemente perché non accetta la sua mancanza di volitività e la sua eccessiva dipendenza affettiva (che John interpreta come debolezza) il motivo per cui preferisce usare con Pacey una linea severa è perché lo ritiene il modo migliore per prepararlo alla vita e proteggerlo. Col tempo sarà più facile per lui ammettere quanto sia orgoglioso di Pacey, il quale riuscirà ad allontanarsi da Capeside sfruttando il suo potenziale in maniera più costruttiva. All'apparenza sembrerebbe che Doug sia il suo figlio preferito, tuttavia John ammette che vorrebbe che fosse più intraprendente come Pacey vista l'incapacità di Doug di riuscire a prendere in mano la propria vita. Nel finale della serie Doug diventa lo sceriffo di Capeside, si suppone dunque che John si sia ritirato a vita privata.

- Joseph McPhee. Interpretato da David Dukes, doppiato da Luigi La Monica. È il padre Jack e Andie, ha studiato ad Harvard, quando il primogenito Tim è morto in un incidente stradale Joseph, distrutto dal dolore, non riuscendo a elaborare la tragedia, si è distanziato sia dalla moglie Andrea che dai figli, tanto che non vive nemmeno con loro. A detta di Jack lui aveva sempre sospettato dell'omosessualità del figlio, anche prima che Jack trovasse il coraggio di rivelarglielo, infatti è per questo motivo che Jack si è sentito meno amato dal padre, specialmente a confronto con il defunto fratello Tim. Quando Jack affronta Joseph ammettendo apertamente di essere gay, il padre non riesce a concepirlo e ciò lo spinge ad allontanarsi ulteriormente da lui. Con il crollo nervoso della moglie, unito al fatto che Andie non riesce più a dominare la sua psicosi, Joseph decide di riassumersi le proprie responsabilità come padre, dopo aver fatto internare la moglie in una clinica e aver convinto Andie a soggiornare in un istituto di igiene mentale (dal quale ne esce guarita) torna a vivere con i suoi figli, superati gli iniziali pregiudizi sull'omosessualità di Jack i due diventano più uniti, Joseph infatti si rivela un padre amorevole e affettuoso.

- Chris Wolfe. Interpretato da Jason Behr, doppiato da Giorgio Borghetti. Studente del liceo di Capeside, è un ragazzo decisamente arrogante, la sua è una famiglia abbiente. Lui e Jen hanno avuto una breve relazione, anche se poi Jen preferisce non frequentarlo più dato che era evidente che Chris esercitava una cattiva influenza su di lei. Ha ammesso che la sua aspirazione è quella di diventare un attore, specialmente perché lo ritiene una stile di vita finalizzato al divertimento e al successo. È una delle poche persone con cui Abby pare avere un buon rapporto, benché quest'ultima ritenga Chris semplicemente un inetto.

- Tyson Hicks. Interpretato da Eddie Mills, doppiato da Alessandro Rigotti. È un conoscente di Evelyn, da subito rimane affascinato da Jen tanto da corteggiarla e i due si mettono insieme, tuttavia il loro rapporto è osteggiato dal fatto che Tyson è un cristiano devoto, e ciò è in conflitto con l'ateismo di Jen, infatti anche se Tyson è attratto da lei, contemporaneamente è prevenuto nei riguardi della ragazza. Jen decide di lasciarlo vista l'incapacità di Tyson di bilanciare l'attrazione per Jen con il suo bigottismo.

- Peterson. Interpretato da Edmund Kearney, doppiato da Bruno Alessandro. Insegna al liceo di Capeside, è un uomo arrogante e prepotente il quale, forte della sua posizione di superiorità sugli studenti, ama tormentarli e umiliarli. Peterson è indirettamente il motivo che ha spinto Jack a confessare la propria omosessualità avendo scritto un tema dove, quasi inconsapevolmente, aveva messo a nudo la vera natura della propria sessualità: Peterson per la sola soddisfazione di tormentarlo, ha subito colto l'occasione per mettere Jack in una brutta posizione davanti agli altri studenti. A quel punto Pacey, prendendo le difese dell'amico, si scaglia contro Peterson, tentando di mettere il consiglio scolastico contro di lui anche perché il docente ha violato varie norme disciplinari col proprio atteggiamento prevaricante, a quel punto Peterson (avendo capito che la faccenda è sfuggita di mano) dà le dimissioni essendo consapevole di aver sbagliato, anche se il suo orgoglio e la sua vanità gli impediscono di ammetterlo apertamente.

- Vincent. Interpretato da Joe Flanigan, doppiato da Christian Iansante. È un giovane pescatore che lavora per pagarsi gli studi alla facoltà di legge, è un ragazzo affabile, affascinante e divertente. Quando conosce Jen inizia a provare nei suoi confronti una forte attrazione, da lei ricambiata, tuttavia si vede costretto a non vederla più per evitare di compromettersi da momento che lei è una ragazza minorenne.

- Andrea McPhee. Interpretata da Caroline Kava. È la moglie di Joseph e madre di Jack e Andie, il figlio più grande Tim è deceduto in un incidente automobilistico, proprio Andrea era alla guida dell'auto. Da allora Andrea ha perso il contatto con la realtà, vive nell'illusione che Tim sia ancora vivo, come afferma Jack lei non sapendo affrontare il dolore avverte l'esigenza di rivivere costantemente nella propria mente la morte del figlio. Andie tenta di accudirla, ma è tutto inutile, ormai la madre non dà segni di miglioramento, e quindi Joseph decide di farla ricoverare in un ospedale psichiatrico.

- Kennedy. Interpretata da Mädchen Amick, doppiata da Claudia Razzi. Ha tenuto per un breve periodo un corso di cinema nel liceo di Capeside, inoltre intraprende relazione con Mitch, effettivamente Kennedy è stata l'unica donna con la quale Mitch ha avuto una storia dopo il divorzio, tuttavia la loro relazione dura poco dato che Mitch capisce che sua moglie Gail è l'unica con cui desidera stare.

### Introdotti nella terza stagione
- Eve Whitman. Interpretata da Brittany Daniel, doppiata da Laura Latini. È una misteriosa ragazza che si trasferisce a Capeside, quando Dawson la conosce tra i due si viene a creare una controversa attrazione che porta più volte Joey a provare gelosia, in effetti Eve e Dawson iniziano a frequentarsi, lui è affascinato dal carattere sfrontato e arrogante di Eve, la quale in più occasioni si diverte a confonderlo con i suoi comportamente provocanti e manipolatori. Eve è una ragazza estremamente avvenente, questo è uno dei motivi per cui Dawson è tanto affascinato da lei, anche perché questo elemento la distingue totalmente da Joey dal momento che Eve non esita a sfruttare con disinvoltura la sua bellezza, la stessa Eve infatti comprende che uno dei principali problemi di Joey è che lei, essendo orgogliosa, non sa accettare la propria femminilità e i vantaggi che da essa ne ricaverebbe. Dawson, sempre più incuriosito da Eve, inizia a indagare su di lei scoprendo che, da quando è venuta a vivere a Capeside, ha iniziato a vivere abusivamente nel porto all'interno di un cabinato, infine Eve gli confessa che è venuta a Capeside per scoprire l'identità della madre biologica, aveva scoperto per puro caso che i suoi genitori l'avevano adottata, infine lascia Capeside; in realtà Eve ammette che il motivo per cui si è comportata per tutto questo tempo con tracotanza e impertinenza era dovuto al fatto che, per evitare distrazioni durante le proprie indagini, ha preferito tenere tutti a distanza con un atteggiamento antipatico, infatti tutto lascia pensare che in realtà è una ragazza simpatica, effettivamente è evidente che lei e Dawson avrebbero potuto essere buoni amici in altre circostanze, i due infine si saparano con affetto. Solo in seguito Dawson scopre che Eve è la figlia illegittima di Helen, la madre di Jen, di conseguenza Eve e Jen sono sorellastre, è probabile che Eve lo avesse scoperto ed è per questo che ha scelto di lasciare Capeside, infatti Helen ammette di aver avuto Eve quando era ancora una ragazza adolescente.

- Helen Ryan coniugata Lindley. Interpretata da Mel Harris (stagione 3) e Mimi Rogers (stagione 6), doppiata da Valeria Perilli (stagione 3) e Laura Boccanera (stagione 6). È la madre di Jen e figlia di Evelyn, ha lasciato Capeside andando a vivere a New York, lei e il marito Theo mandano Jen a Capeside dato che ormai non si ritenevano più capaci di controllarla dal momento che Jen era arrivata a vivere di sola dissolutezza, tra il sesso e il continuo abuso di droghe. Il suo è un matrimonio infelice, il marito le è stato infedele con una ragazza più giovane, Helen sta con lui solo perché non ha la forza per essere indipendete, uno dei motivi che spinge Jen a esserle ostile è il fatto che Helen abbia sempre messo il loro rapporto in secondo piano avendo costantemente dato la priorità all'assenso del marito. Quando Jen era piccola Helen è stata una madre rigida e severa, come si evince dai racconti della figlia: ad esempio le impediva di giocare liberamente per non farla sporcare oltre al fatto che non le permetteva di mangiare ciò che voleva per non farla ingrassare. Helen, esortata da Dawson, confessa a Jen di aver avuto una figlia illegittima, Eve, quando era ancora una giovane ragazza, è un segreto che per tanto tempo non ha confidato a nessuno. Helen è sempre stata condizionata dai propri errori, è per questo che, pur amando Jen, non riesce a essere la madre amorevole di cui la figlia aveva bisogno, ciò è il motivo per cui prova riconoscenza nei riguardi di Evelyn che invece è riuscita a essere per Jen una guida più di quanto Helen sia mai stata. Helen e Theo divorziano, e lei ottiene la casa a New York, tanto che Jack, Jen e Evelyn si trasferiscono a vivere da lei in modo da seguire la madre e darle le cure migliori, dato che Evelyn ha il cancro al seno. Nell'ultimo episodio non è stata presente quando Jen è morta per via dei suoi problemi cardiaci dato che Helen era in Europa.

- Henry Parker. Interpretato da Michael Pitt, doppiato da Davide Lepore. Studente del liceo di Capeside, è una matricola del primo anno nonché un promettente giocatore di football, tanto che Mitch, nel suo ruolo di allenatore, lo promuove subito a quarterback titolare. È un ragazzo dalle molte qualità, gli piacciono le orchidee ed è un bravo chitarrista, lavora anche come tuttofare. Quando conosce Jen si innamora di lei, quest'ultima all'inizio preferisce averlo al proprio fianco solo come amico, visto che Henry è più giovane di lei, ma poi inaspettatamente Jen cambia opinione su Henry, in qualche modo ne rimane affascinata, ciò che le piace di Henry sono il suo candore e la sua semplicità, quella con Henry è stata per Jen la sua prima relazione seria, Henry è stato il primo ragazzo che è riuscito ad abbattere le barriere emotive che hanno sempre impedito a Jen di esternare la sua vulnerabilità. Henry si trasferisce in un altro liceo dato che gli è stata concecca una borsa di studio, lui e Jen provano a far funzionare il loro rapporto con una relazione a distanza ma Henry decide di lasciarla avvertendo l'esigenza di uscire altre ragazze.

- Rob. Interpretato da Niklaus Lange, doppiato da Giorgio Borghetti. Lui e Joey hanno lavorato insieme nel breve periodo in cui quest'ultima ha prestato servizio nel rimessaggio, Rob infatti è il suo supervisore. Joey odia la sua vicinanza dato che Rob, essendo attratto da lei, tenta un approccio insistente e inappropriato dal momento che Joey diversamente da Rob, è una minorenne, inoltre Joey trova odiosa la sua arroganza, Rob arriva persino a licenziarla. In seguito Rob inizia a uscire con Andie la quale è reduce dalla sua rottura con Pacey, in passato Rob era amico di Tim (fratello di Andie deceduto da tempo) tuttavia quando Rob porta Andie ad una festa lui prova a violentarla, o almeno questo è ciò che afferma Andie, in suo aiuto giungono Joey e Pacey, quest'ultimo arriva anche picchiarlo. Solo in seguito si apprende che Rob non le aveva fatto nulla di male, Andie si era inventata tutto per condizionare Pacey e provare a riconquistarlo, ma il suo piano non ha comunque ottenuto l'esito sperato.

- Ethan. Interpretato da Adam Kaufman, doppiato da Niseem Onorato. È un ragazzo gay con cui Jack inizia a stringere amicizia, egli comincia a provare dei sentimenti per Ethan, effettivamente quest'ultimo è il primo ragazzo per cui Jack ha provato dell'attrazione dopo aver ammesso di essere gay, anche per questo motivo Ethan, più volte, lo chiama "novellino". Ethan ha su Jack un'influenza positiva, cosa testimoniata dal fatto che, per merito suo, Jack e Joseph riescono a rinsanare il loro rapporto. Frequentare Ethan consente a Jack di imparare a relazionarsi meglio con la propria omosessualità, tuttavia è proprio la poca esperienza di Jack che spinge Ethan a non provare attrazione nei suoi confronti, Ethan preferisce semplicemente essere suo amico, tanto che lui e Jack smettono di vedersi quando quest'ultimo comprende che Ethan non ricambia i suoi sentimenti.

- Howard Green. Interpretato da Obba Babatundé, doppiato da Diego Reggente. Assume il ruolo di preside del liceo di Capeside, ha un divorzio alle sue spalle, inoltre ha una figlia adolescente: Nikki. Ha molto a cuore gli studenti, svolge il proprio lavoro con passione. Quando Matt Caufield, studente del liceo, imbratta con la vernice il murale fatto da Joey, il preside si vede costretto a espellerlo, ciò porta il padre di Matt e usare la sua influenza per danneggiare Green, il quale rischia il licenziamento qualora si astenga dal revocare l'espulsione di Matt, ciò si trasforma in un caso mediatico. Green tuttavia non intende riconsiderare la propria posizione, tra l'altro l'espulsione di Matt era semplicemente una soluzione di ripiego per togliere il lavoro a Green dato che la comunità non accettava che egli, essendo un uomo di colore, occupasse la carica di preside della scuola. Green accetta il proprio licenziamento, e quando lascia la scuola i suoi studenti lo applaudono, a conferma del fatto che, a dispetto di tutto, si è guadagnato la loro ammirazione.

- Nikki Green. Interpretata da Bianca Lawson, doppiata da Federica De Bortoli. È la figlia del preside Green, in seguito al divorzio dei propri genitori e alla scelta della madre di trasferirsi a Chicago, Nikki decide di andare a vivere con suo padre a Capeside iscrivendosi al liceo; comunque lei e Dawson si erano già conosciuti prima, a un Film Festival al quale entrambi avevano partecipato, anche Nikki come Dawson aspira a diventare una regista, effettivamente Dawson è costretto ad ammettere che Nikki ha più talento di lui, ciò è dovuto chiaramente al fatto che Nikki è più matura e consapevole, e dunque nei propri lavori lei esprime più completezza. Se Dawson ha sempre idolatrato Steven Spielberg, al contrario Nikki non si ritiene una sua estimatrice, inoltre diversamente da Dawson che per tanto tempo a votato la sua vita all'amore per i film, Nikki preferisce concentrarsi anche su altre passioni, perché lo ritiene il modo migliore per trovare ispirazione nei suoi progetti. All'inizio Dawson è un po' ostile nei confronti della ragazza reputandola arrogante, ma poi lui e Nikki stringono amicizia, purtroppo Nikki è costretta a lasciare Capeside con il padre quando egli viene licenziato.

- A.J. Moller. Interpretato da Robin Dunne, doppiato da Francesco Bulckaen. Brillante studente di Harvard, interesse amoroso di Joey e rivale in amore di Pacey. All'inizio Joey gli è un po' ostile, ma poi lo prende in simpatia capendo che è un bravo ragazzo, tra i due c'è subito attrazione tanto che finiranno per mettersi insieme. Joey però non vede la loro come una relazione, ma più come un'amicizia, infatti fin da subito aveva capito che il sentimento per A.J. non si sarebbe mai trasformato in amore, Joey è semplicemente affascinata dalla sua intelligenza e dalla sua gentilezza, ma contemporaneamente (senza che la stessa Joey ne prenda completamente coscienza) lei comprende che si sta innamorando di Pacey, infine Joey lascia A.J. e a ridosso della fine della loro storia, lei e Pacey intraprendono una relazione.

- Buzz. Interpretato da Jonathan Lipnicki, doppiato da Alessio Puccio. È un bambino problematico a cui Pacey, per un po' di tempo, fa da tutor. È il bambino più promettente della sua classe, tuttavia in reazione al divorzio dei suoi genitori ha iniziato a prendere dei cattivi voti, è aggressivo con la gente, questo perché ha sofferto per l'abbandono del padre che ha lasciato lui e la moglie per stare con l'amante. In un primo momento non è stato facile per Pacey legare con lui, ma poi Buzz apprezzando la sua pazienza finirà col trattarlo in maniera più amichevole.

- Matt Caufield. Interpretato da Michael Hagerty. Studente del liceo di Capeside, la sua è una famiglia ricca, è un ragazzo arrogante, sfrontato e irriguardoso. Arriva a imbrattare il murales di Joey, gesto per il quale non mostra la minima vergogna, ciò gli costa l'espulsione dalla scuola per volere del preside Green, il quale a causa del padre di Matt che ha rivoltato la comunità contro Green per il provvedimento preso contro Matt, perde il lavoro. Green avrebbe potuto evitare il licenziamento se avesse riammesso Matt a scuola, ma si è rifiutato di farlo non ritenendo Matt degno di un'altra possibilità.

- Belinda. Interpretata da Vanessa Dorman, doppiata da Valentina Mari. È a capo del gruppo delle cheerleader del liceo, è una ragazza arrogante e superficiale, Jen non sopportando i suoi atteggiamenti si mette a sfidarla davanti alle altre cheerleader, ma la cosa ha dei risvolti inaspettati dato che Belinda viene rimossa dal suo ruolo di capo-cheerleader in favore di Jen dato che le altre ragazze sono rimaste colpite da lei ritenendola una figura più carismatica rispetto a Belinda. Anche se Jen è riuscita (involontariamente) a destituire Belinda poco dopo abbandona il corpo delle cheerleader non ritenendosi adatta al ruolo.

- Will Krudski. Interpretato da Rodney Scott, doppiato da Alessandro Quarta. Amico di Pacey dall'infanzia, ha lasciato la casa dove abitava con i suoi genitori, stufo del brutto rapporto con suo padre. Lui e Andie sono usciti insieme per un po' di tempo, tuttavia lei comprende di non provare niente per lui pur nutrendo simpatia nei suoi confronti. È il protagonista della serie spin-off Young Americans.

### Introdotti nella quarta stagione
- Arthur Isaac Brooks. Interpretato da Harve Presnell, doppiato da Domenico Maugeri. In passato era un regista, in gioventù dopo essersi diplomato al liceo di Capeside si è dedicato alla carriera cinematografica, dalla quale poi si è ritirato. Dawson, per salvare Jen e Pacey da una tempesta in pieno mare, ha dovuto rubare l'imbarcazione di Brooks per soccorrere i suoi amici, danneggiando la barca di Brooks che dunque ha costretto Dawson a prestare servizio a casa sua per dei lavori in modo da risarcirlo. Dawson, stando a contatto con Brooks, scopre che lui era un regista, era conosciuto con lo pseudonimo di "A.I. Brooks" guardando i suoi lavori Dawson rimane affascinato dal come Brooks dirigeva i suoi film, arriva persino a definirlo un "americano primordiale". La fidanzata di Brooks e il suo migliore amico, erano i protagonisti di uno dei suoi film, si innamorarono proprio durante le riprese, Brooks perse così la donna che amava e fu costretto a soffocare il proprio orgoglio continuando a lavorare con entrambi finché non completarono il film, quell'esperienza è stata così umiliante che abbandonò la propria carriera. Brooks e Evelyn iniziano a uscire insieme, tuttavia Evelyn preferisce considerare la loro come una semplice amicizia. Dawson decide di girare un'intervista biografica su Brooks, e contemporaneamente scopre che sta per morire, ha il cancro al pancreas, il corso della malattia si è accelerato dato che lui non ormai non stava più prendendo i propri farmaci. Quando Brooks cade in un coma profondo, Dawson accetta di far staccare la spina, anche perché il compito spettava a lui dato che aveva apposto la propria firma in una delega medica per Brooks, anche perché quest'ultimo non aveva parenti. Dopo la sua morte Dawson scopre che Brooks gli ha lasciato dei soldi in eredità, a prova del fatto che si era sinceramente affezionato a Dawson.

- Tobey. Interpretato da David Monahan, doppiato da Marco Vivio. È un giovane attivista gay con cui Jack inizia una relazione, all'inizio osteggiata dalle loro diversità caratteriali: se infatti il rapporto che Jack ha con la propria omosessualità è condizionato dalla propria insicurezza e dal suo carattere nevrotico, Tobey al contrario riesce a relazionarsi con il suo orientamente sessuale con orgoglio. Gli piace molto dedicarsi al volontariato, come lui stesso ha ammesso fin da bambino è stato bersagliato dagli altri per via dei pregiudizi omofobi, ciò ha portato Tobay a maturare un carattere aggressivo e prevenuto, nasconde però anche un lato fragile e gentile. Tobey si innamora fin da subito di Jack, quest'ultimo all'inizio preferisce frequentarlo solo come amico, ma poi capisce di ricambiarlo e infine si mettono insieme, quella con Tobey è stata per Jack la sua prima relazione seria. Tobey comprende poi che l'amore che li unisce è troppo sbilanciato, infatti Jack non è capace di amarlo nello stesso modo in cui Tobey ama lui, i due quindi si lasciano sebbene Tobey coltivasse la speranza che Jack volesse fare un tentativo per salvare la loro storia. In seguito si apprende che Tobey, dopo la rottura con Jack, ha trovato un altro ragazzo.

- Tom Frost. Interpretato da Rob Nagle, doppiato da Saverio Indrio. È uno psicologo che Jen frequenta nelle proprie sedute di terapia, da subito riesce a stabilire un contatto con Jen essendo un uomo gentile, intuitivo e intelligente. Jen, per merito dell'aiuto di Frost, inizia ad affrontare i propri problemi con più completezza, ad esempio la sua mancanza di fiducia nei riguardi degli uomini, inoltre per merito di Frost trova il coraggio di confrontarsi con il padre Theo, che per Jen rappresentava la vera radice dei suoi complessi autodistruttivi. Sebbene Frost desiderasse averla come sua paziente più a lungo in modo da sviscerare più a fondo i problemi di Jen, lei preferisce non continuare la terapia non sentendone più la necessità smettendo quindi di vederlo.

- Theodore "Theo" Lindley. Interpretato da Don McManus, doppiato da Massimo Lodolo. Padre di Jen e marito di Helen, è un avvocato di Manhattan, lui e la moglie costringono Jen a trasferirsi a Capeside, esasperati della sua condotta dato che Jen durante l'adolescenza era diventata una tossica nonché una ragazza promiscua. Quando era piccola Jen gli voleva molto bene, crescendo il loro rapporto si è irrigidito, addirittura da quando è andata a vivere a Capeside lei e Theo hanno smesso di sentirsi, lui e Helen le hanno persino precluso la possibilità di tornare a vivere con loro nonostante Jen desiderasse una riconciliazione. Jen, ormai vicina a diploma, torna a trovarlo durante una breve visita a New York, finalmente affronta suo padre facendo riemergere un ricordo che lei aveva rimosso: all'età di dodici anni vide suo padre tradire Helen con una ragazza adolescente, per Jen è stato così traumatico che usò il sesso e le droghe per alleviare il proprio dolore emotivo, Theo in fondo era sempre stato consapevole di essere il solo responsabile dello smarrimento di sua figlia ma non trovò il coraggio di affrontare il problema. Jen non intende mostrargli indulgenza, infatti se con Helen c'è stato un riavvicinamente, nel caso di Theo si rifiuta di elargirgli il proprio perdono, colpevole di aver fatto sì che la figlia si odiasse da sola piuttosto che assumersi le proprie responsabilità. Nell'ultima stagione si apprende che Theo e Helen hanno divorziato.

- Anna Evans. Interpretata da Sabine Singh, doppiata da Maura Cenciarelli. Ragazza di buona famiglia, il padre è il capo del consiglio amministrativo dello Yacht Club dove lavora la madre di Drue, frequenta una scuola privata. Anna e Drue sono usciti insieme per un breve periodo, affronta il sesso con naturalezza e disinvoltura, per propria ammissione preferisce concedersi facilmente ai ragazzi con cui esce perché non ritiene di avere altre qualità che loro sarebbero capaci di apprezzare. Anna, provando dell'attrazione per Pacey, tenta di sedurlo benché egli sia il fidanzato di Joey, tuttavia Pacey si rifiuta di tradirla essendone troppo innamorato: in effetti indirettamente Anna ha avuto un ruolo cruciale nell'evoluzione del rapporto tra Pacey e Joey dato che quest'ultima sceglie di perdere finalmente la propria verginità con Pacey avendo capito che, avendo lui rifiutato Anna per lei, le è totalmente devoto.

- Signora Valentine. Interpretata da Carolyn Hennesy, doppiata da Alessandra Korompay. È la madre di Drue nonché direttrice dello Yacht Club di Capeside. Lei e il figlio si sono trasferiti da New York dopo il divorzio, è stata lasciata dal marito che la tradiva, avendo preferito a lei una donna più giovane, lei e Drue vivono in un appartamento allo Yacht Club. Ricalca molto lo stereotipo della donna mondana: snob, altezzosa e classista. In seguito al divorzio ha scelto di dirigere lo Yacht Club solo perché era un modo per rimanere in contatto con l'ambiente altolocato, tanto che Drue, definendo sua madre, afferma che lei è "ricca per associazione" lo stesso Drue ha di lei una bruttissima opinione dato che la considera una donna insopportabile.

- Kasdan. Interpretato da David Downs. Insegnante del liceo di Capeside, è un uomo gentile, in varie occasioni ha dimostrato di avere a cuore i propri studenti, essendo un uomo disponibile e pronto a scendere a compromessi quando lo ritiene opportuno. È stato lui a spingere Jen ad andare in analisi, cosa che le ha giovato molto data la sua iniziale incapacità di comportarsi in maniera responsabile, inoltre sempre Kasdan ha aiutato Pacey a diplomarsi benché egli all'inizio si stesse rassegnando alla bocciatura, Kasdan infatti nel suo ruolo di insegnante ammette che preferisce adoperarsi per gli studenti che hanno maggior bisogno di essere supportati, lui preferisce un approccio incentrato meno sulla severità e più sulla comprensione.

- Molly. Interpretata da Carly Schroeder, doppiata da Veronica Puccio. È una bambina che Jack allena nella squadra di calcio juniores di cui anche Molly fa parte. In breve tempo Molly prende subito in simpatia Jack affezionandosi a lui, purtroppo Jack non riesce a conservare il suo incarico di allenatore dato che per via di Caroline (la sorella maggiore di Molly) gli altri genitori, venuti a sapere dell'omosessualità di Jack, gli tolgono il lavoro, condizionati dai pregiudizi nei suoi riguardi.

### Introdotti nella quinta stagione
- Charlie Todd. Interpretato da Chad Michael Murray, doppiato da Corrado Conforti. Studente del Boston Bay, lavora nella stazione radiofonica dell'università, inoltre è un talentuoso chitarrista. Si è trasferito a Boston da Highland Park, è un ragazzo piuttosto bizzarro infatti, pur atteggiandosi a playboy è stato con pochissime ragazze, ha ammesso di averne avuta soltanto una ai tempi del liceo, inoltre da bambino giocava con una bambola, e pur soffrendo di miopia cerca di nasconderlo dato che se ne vergogna. Conosce Jen a una festa, i due iniziano a provare un certo interesse reciproco e quindi si mettono insieme, anche se è un rapporto basato principalmente sull'intesa sessuale. Jen scopre che Charlie contemporaneamente frequenta un'altra ragazza, Nora, aveva conosciuto lei e Jen alla stessa festa, e dato che non desidera un rapporto esclusivo entrambe decidono di lasciarlo, tra l'altro era Nora quella che le piaceva di più. Non andando orgoglioso di come ha trattato Jen, prova a farsi perdonare, tentando di essere suo amico, ma Jen nutre troppo astio nei suoi confronti, infatti preferisce non frequentarlo più. Successivamente Charlie conosce Joey, da subito si rivela attratto da lei, quest'ultima inizia a provare dell'interesse nei suoi confronti, nonostante di senta emotivamente indisposta nei riguardi di Charlie alla luce del fatto che aveva tradito Jen. Tuttavia Charlie, dopo un lungo corteggiamento, riesce a conquistare Joey, con lei mostra un lato completamente diverso della propria personalità, se infatti con Jen è stato arrogante e bugiardo, con Joey si rivela un ragazzo affettuoso e sincero, implicitamente è dovuto al fatto che, contrariamente a ciò che provava per Jen, i sentimenti per Joey sono più autentici, infatti è evidente che Charlie è in realtà una brava persona, tanto che Joey intuisce che egli è stato infedele a Jen solo per immaturità e incertezza. A Charlie viene data la possibilità di lasciare Boston per una tournée, ma lui rifiuta pur di non separarsi da Joey, tuttavia lei decide di lasciare Charlie ritenendo giusto che lui dedichi le sue attenzioni alla propria carriera di musicista. Charlie e Joey si lasciano da buoni amici, per la prima volta lei non ha avvertito il bisogno di avere una storia con un ragazzo senza esserne necessariamente innamorata, infatti Joey ha ammesso che stare con Charlie le ha permesso di apprezzare il fascino di una relazione fatta si sentimenti più fugaci.

- Danny Brecher. Interpretato da Ian Kahn, doppiato da Vittorio Guerrieri. Chef e proprietario del Civilization, uno dei migliori ristoranti di Boston, Pacey inizia a lavorare per lui dietro esortazione di Doug, quest'ultimo infatti ha convinto Danny a offrire a Pacey un impiego nel suo ristorante. Danny diventa una sorta di mentore per Pacey affezionandosi a lui, lo aiuta a mettere le basi per diventare un bravo cuoco avendo intravisto il talento di Pacey per la cucina. Danny è molto simile a Pacey, infatti è una persona simpatica che ama divertirsi e prendere la vita con leggerezza, tanto che Pacey arriva a paragonare Danny a una versione di lui più vecchia: infatti anche se Pacey all'inizio si trova bene a lavorare con Danny capisce che egli non può rappresentare per lui un modello da seguire in quanto non gli offrirebbe opportunità per maturare, conoscendolo meglio Pacey scopre che Danny è un uomo problematico essendo immaturo ed egoista, ad esempio tradisce la moglie con Karen, cameriera del Civilization, effettivamente a dispetto delle loro somiglianze Pacey rispetto a Danny è meno cinico e più coscienzioso. Danny ammette che ciò che ama della ristorazione è che non la ritiene una professione necessariamente vincolata al senso di abnegazione, e che quindi meglio si concilia alla propria indole anticonformista. Senza dire niente a Pacey, vende il Civilization, lascia Boston e intraprende un viaggio con la moglie, per un po' di tempo ha lasciato a Pacey la propria casa, successivamente si apprende che Danny e sua moglie hanno deciso di divorziare.

- David Wilder. Interpretato da Ken Marino, doppiato da Francesco Prando. Insegna all'università di Worthington, è un uomo affascinante e simpatico, le studentesse della sua facoltà hanno un debole per lui, porsino Joey è attratta da Wilder, il quale a sua volta è affascinato sia dall'intelligenza della ragazza che dalla sua innocente inesperienza, Wilder ha aiutato Joey ad adattarsi meglio nell'ambiente dell'università. Già a 20 anni era un giovane scrittore affermato. Per Joey, trascorrendo sempre più tempo con Wilder, diventa sempre più arduo resistere ai sentimenti che prova per lui, finiscono persino col baciarsi, proprio quando erano sul punto di fare l'amore Joey viene però aggredita da un malvivente il quale muore nel tentativo di rapinarla. Nonostante la brutta esperienza che Joey ha vissuto, Wilder ammette di esserne contento dato che quella disavventura ha impedito a lui e Joey di oltrepassare il limite, pur essendo attratto da Joey non desidera una relazione con una studentessa. Nonostante Joey sia visibilmente delusa dal rifiuto di Wilder, accetta la sua decisione, i due si limitano a mantenere un buon rapporto di amicizia.

- Karen Torres. Interpretata da Lourdes Benedicto, doppiata da Monica Ward. Cameriera che lavora al Civilization, lei e Pacey stringono velocemente amicizia, la faccenda però si complica quando lui, casualmente, scopre che Karen è l'amante di Danny con la quale tradisce la moglie. Karen non trova la forza di lasciare Danny essendona innamorato anche se lui non sembra disposto a lasciare la moglie, ed egoisticamente non vuole rinunciare nemmeno a Karen. Pacey, offrendole la sua amicizia, tenta di allontanare Karen da Danny, addirittura in un momento di debolezza Pacey finisce col fare sesso con Karen, anche se è evidente che Pacey si è innamorato di lei Karen non riesce a ricambiare i suoi sentimenti, tuttavia decide di lasciare il Civilization e di chiudere con Danny. Lei e Pacey si separano con affetto, Karen gli è riconoscente dato che Pacey le ha dato la forza di chiudere la relazione con Danny che ormai era diventata malsana.

- Oliver Chirchick. Interpretato da Jordan Bridges, doppiato da Fabrizio Picconi. Studia a Boston alla scuola di cinema, lui e Dawson si conoscono nel New Hampshire a un Film-Festival che viene vinto da Dawson benché Oliver abbia detenuto il titolo per un interio triennio. Lui e Dawson stringono amicizia, proprio Oliver lo convince a frequentare la scuola di cinema di Boston per un breve periodo, è un ragazzo stravagante e immaturo che dice tutto quello che pensa, ha un debole per Jen. Quando Dawson ha affrontato il lutto per la morte del padre Mitch, Oliver è stato determinante nell'aiutarlo a superare il brutto momento, infatti quando il padre è deceduto Dawson stava per rinunciare alla sua passione per il cinema, ma Oliver ha riacceso in lui l'interesse per i film, tanto che quando prepara la scenografia di un film indipendente a cui stava lavorando, lascia a Dawson il compito di dirigerlo avendo capito che quest'ultimo è più adatto di lui per tale responsabilità. Oliver e Dawson si trasferiscono a Los Angeles per lavoro dato che il film girato dai due ragazzi ha riscosso abbastanza successo, tanto che trovano un manager, tuttavia dal momento che Oliver non si è trovato a suo agio in un ambiente come quello di Los Angeles, abbandona Dawson senza nemmeno salutarlo, si è solo limitato a lasciargli un biglietto con scritto "Ci vediamo all'Inferno".

- Todd Carr. Interpretato da Hal Ozsan, doppiato da Massimo Milazzo (episodio 5x01), Valerio Sacco (episodio 5x23) e Fabrizio Vidale (stagione 6). È un regista che ha alle proprie spalle una modesta carriera, Dawson inizia a lavorare al suo fianco come assistente, tra i due si viene a instaurare una sincera amicizia, Todd si affeziona a lui ammettendo che Dawson è una delle poche persone talentuose con cui ha lavorato. Donnaiolo, superficiale e intemperante, disposto a lavorare alla regia di qualunque lavoro gli venga offerto, indipendentemente dalla qualità, lui stesso si definisce un "pendolare" addirittura è conosciuto per aver girato video musicali piuttosto violenti. Dawson in qualche modo, arriva a identificare in Todd un mentore. Ha avuto una breve relazione con Audrey.

- Amy Lloyd. Interpretata da Meredith Salenger, doppiata da Chiara Colizzi. Critica cinematografica, Dawson da tempo segue la carriera di Amy con ammirazione. In passato Amy aveva frequentato la scuola di cinema, ama i film fin da bambina, ma non avendo talento cinematografico ha rinunciato all'aspirazione di diventare regista preferendo fare la critica, anche perché come lui stessa ammette è un lavoro in cui è brava e che la rende felice. Amy e Dawson avranno una breve storia.

- Alex Pearl. Interpretata da Sherilyn Fenn, doppiata da Alessandra Korompay. È la manager che prende in mano la gestione del Civilization dopo che Danny vende il ristorante, è una donna autoritaria con un carattere assolutista. Licenzia Audrey e tenta di sedurre il suo ragazzo Pacey, il quale è sul punto di cedere, solo per scoprire che Alex per arroganza si stava solo prendendo gioco di lui, si è solo divertita a fargli credere che desiderava Pacey dato che era attratto da lei. Alex cerca di aprire un altro Civilization a Filadelfia ma Pacey, insofferente nei confronti dell'atteggiamento dispotico di Alex, riesce a sabotare la cena con gli aspiranti finanziatori, ciò comporta la chiusura del Civilization per fallimento. Alex, benché all'inizio fosse arrabbiata con Pacey, accantona la propria rabbia, consapevole di aver commesso degli errori, infine lei e Pacey si separano senza rancore.

- Melanie Shea Thompson. Interpretata da Jennifer Morrison, doppiata da Laura Cosenza. Ragazza con la quale Pacey intraprende una relazione estiva dopo il suo diploma, Melanie studia alla facoltà di legge, viene da una famiglia ricca. Anche se tra lei e Pacey c'è un certo affetto reciproco, nessuno dei due vive la loro come una relazione seria. Melanie è stata comunque fondamentale nel percorso di maturazione di Pacey, vedendo come lei non era capace di prenderlo sul serio come adulto dal momento che Pacey non aveva nemmeno un lavoro quando hanno iniziato a frequentarsi, decide di iniziare a dedicarsi alla propria carriera di cuoco in modo da diventare più indipendente e autonomo. Successivamente smettono di frequentarsi anche se Melanie ammette che preserverà sempre un bel ricordo di lui, a conferma del fatto che i suoi sentimenti per Pacey sono stati sinceri

- Blossom. Interpretato da John Driscoll, doppiato da Roberto Certomà. Studente del Boston Bay e membro anziano della confraternita ΣΕ, invita Jack a unirsi a loro e lui accetta, tuttavia il rapporto tra Jack e Blossom diventa poi più teso, specialmente quando la media scolastica di Jack inizia ad abbassarsi, ritenendo ciò dannoso per l'immagine della confraternita, i due arrivano persino a fare a botte. Jack lascia la confraternita anche perché Blossom ormai non gradiva più la sua presenza.

- Eric. Interpretato da Ryan Bittle, doppiato da Christian Iansante. Membro della confraternita ΣΕ, lui e Jack diventano amici, ma poi Eric capisce di provare per lui dell'attrazione, infatti all'insaputa di tutti lui e gay, cerca però di nascondere la propria omosessualità, tuttavia capendo che Jack ormai ha intuito la verità, lo fa cacciare dalla confraternita. Eric si riscatta quando aiuta Jack con un esame molto difficile impedendo la sua bocciatura, in seguito lui e Jack intraprendono una relazione, anche se poi Eric lo lascia per un altro ragazzo.

- Nora. Interpretata da Andrea C. Pearson, doppiata da Monica Vulcano. Lei e Jen hanno iniziato a frequentare in contemporanea Charlie, nessuna delle due era a conoscenza del fatto che Charlie uscisse anche con l'altra, è stata Jen a scoprirlo. Entrambe deluse dal comportamento meschino di Charlie, decidono di non vederlo più, tra l'altro Jen e Nora si prendono in simpatia. In realtà Charlie era più interessato a Nora che a Jen, addirittura tenta solo con lei una riconciliazione, ma Nora preferisce non dargli un'altra possibilità. Jen decide di non frequentarla più infatti, nonostante l'indifferenza che Jen prova per Charlie, il suo orgoglio non le permette di accettare il fatto che egli preferisse Nora a Jen.

- Emily. Interpretata da Pamela Hurley, doppiata da Emilia Costa. È la moglie di Danny, i genitori di Emily gestiscono un locale a Capeside. Danny la tradisce con Karen, i problemi tra Emily e Danny hanno avuto origine dal fatto che lei non ha sostenuto il marito nella carriera di ristoratore. Emily infine lascia Danny.

- Heather. Interpretata da Nicole Bilderback, doppiata da Valentina Mari. Lavora come assistente in una casa di produzione cinematografica la quale finanzia il film diretto da Todd e Dawson. È una ragazza severa, autoritaria e cinica, che bada solo al senso pratico, prova antipatia per Todd benché in passato avesse avuto con lui una relazione.

### Introdotti nella sesta stagione
- Natasha Kelly. Interpretata da Bianca Kajlich, doppiata da Francesca Fiorentini. Giovane attrice e interesse amoroso di Dawson, ragazza attraente, sfacciata e sicura di sé, è la protagonista del film girato da Dawson e Todd. Quando Dawson la tradisce con Joey decide di lasciare Natasha per rimettersi con la sua ex, tuttavia Joey ignara che Dawson fosse impegnato con un'altra ragazza lo lascia (dopo averlo scoperto) non potendo perdonare un comportamento da lei ritenuto troppo sleale. Benché Natasha fosse arrabbiata con Dawson per il suo tradimento, dopo qualche tensione decide di continuare a lavorare con lui alla realizzazione del film con professionalità. Dawson, rimpiangendo di averla tradita, si guadagna il suo perdono e i due tornano insieme, apparentemente la loro sembra una relazione felice, ma poi Dawson scopre che Natasha lo ha tradito con uno dei protagonisti del film. Natasha, pur tenendo a Dawson, si ritiene ancora troppo giovane per una relazione a lungo termine, infatti sta con lui solo per trarvi dei vantaggi dato che Dawson è un assistente regista, tra loro due non c'è amore. Essendo Dawson fin troppo arrendevole davanti alla bellezza di Natasha, sembra voler accettare una relazione priva di un legame sentimentale, tuttavia Natasha decide di lasciarlo, ammette infatti che ciò che le piace di Dawson è il fatto che è diverso da lei, ma se continuassero a stare insieme Dawson finirebbe col cambiare troppo. Quando Dawson prende il posto di Todd come regista per girare le ultime scene del film, Natasha lo aiuta a gestire l'incarico con fermezza e autorevolezza, a conferma del fatto che Natasha, sul versante professionale, ha su Dawson una buona influenza. Finite le riprese del film, Natasha e Dawson prendono strade diverse, lasciandosi da buoni amici avendo provato l'una per l'altro un affetto sincero.

- Emma Jones. Interpretata da Megan Gray, doppiata da Francesca Guadagno. Si è trasferita a Boston dall'Inghilterra, lavora nel bar universitario Hell's Kitchen. Cerca dei coinquilini, e dunque Jack e Pacey si offrono di dividere con lei l'appartamento, e nonostante all'inizio desideresse convivere con due ragazze, accetta la loro proposta. Instaura una bella amicizia con Jack, a modo suo si affeziona anche a Pacey, tra i due c'è un po' di attrazione, in un'occasione si sono anche baciati. Emma suona la batteria in una band musicale. Sebbene si fosse trasferita a Boston per studiare musica all'università, avendo trascurato gli studi per concentrarsi sulla propria band, il suo visto di soggiorno è ora invalidato, Emma suo malgrado è costretta a tornare in Inghilterra, anche se Jack era disposto a sposarla per permetterle di rimanere a Boston lei declina l'offerta, sapendo che non sarebbe stato eticamente giusto, pur avendo sinceramente apprezzato il gesto.

- C.J. Interpretato da Jensen Ackles, doppiato da David Chevalier. Lavora in una Help-Line, Jen si innamora di lui fin da subito, infatti C.J. è il ragazzo che ha amato più tra tutti. Ha un passato difficile alle proprie spalle, aveva problemi di alcolismo, beveva fin da quando aveva 12 anni, adesso si è ripulito, ma temendo di non essere pronto per avere una relazione con una ragazza, tiene le distanze da Jen preferendo essere soltanto un amico per lei. Finisce a letto con Audrey, infatuandosi di lei in un primo momento, ma Audrey non ricambia la sua attrazione. Rivaluta poi i suoi sentimenti per Jen, e finalmente capisce di amarla, i due poi si mettono insieme. Non appare negli ultimi episodi, la relazione tra lui e Jen è finita ormai da tempo, anche se la cosa non è stata appurata si può supporre che C.J. sia il padre di Amy, la figlia di Jen.

- Freeman. Interpretato da Sebastian Spence, doppiato da Francesco Bulckaen. Insegna cultura pop al Boston Bay, Jen e Jack seguono il suo corso. Fin da subuto Jack si rivela attratto da Freeman essendo lui un uomo affascinante, ma la faccenda diventa imbarazzante quando capisce che il suo professore lo ricambia, infatti anche se Freeman ha una moglie dalla quale aspetta persino un figlio, lui in realtà è gay. Tale scoperta genera dell'imbarazzo tra Jack e Freeman, quest'ultimo reagisce mostrando nei riguardi di Jack un po' di ostilità, inoltre tradisce una certa invidia nei suoi confronti dato che Freeman, al contrario di Jack, in gioventù scelse di nascondere il proprio orientamento sessuale temendo che ciò lo avrebbe reso una facile preda della discriminazione altrui, per propria ammissione si è astenuto dal far parte di quella che lui definisce "una minoranza". Tuttavia dopo il confronto con Jack per lui è diventato impossibile convivere con i suoi segreti, e infatti decide di divorziare dalla moglie, inoltre si trasferisce a Chicago per lavoro. Anche se ormai era evidente che lui e Jack si fossero innamorati, tra i due non c'è stata l'opportunità per stringere un legame, Freeman si limita a ringraziare Jack il quale gli ha dato il coraggio di accettare la propria omosessualità con più trasparenza.

- Hetson. Interpretato da Roger Howarth, doppiato da Oreste Baldini. Insegna letteratura all'università di Worthington, Joey è una sua studentessa. È un uomo divorziato, dal suo matrimonio ha avuto una figlia, Harley. Ha una personalità pungente e arrogante, raramente ha parole gentili verso gli altri, ciò lo porta a litigare frequentemente con Joey, che ha sempre una risposta pronta alle sue provocazioni. Hetson appare ostile con Joey, ma in realtà è severo con lei solo perché Joey attira la sua attenzione, infatti a modo suo la considera una studentessa degna di interesse. Per lui non è facile gestire il carattere della figlia, tanto che arriva a pagare Joey per fare da baby sitter a Harley, ciò gli permette di imparare ad apprezzare Joey con più spontaneità. Tra Hetson e Eddie c'è una forte antipatia, ma nonostante ciò Hetson (su richiesta di Joey) lo aiuta a farsi ammettere in un'affermata scuola per aspiranti scrittori in California

- Harley. Interpretata da Mika Boorem, doppiata da Perla Liberatori. È la figlia adolescente di Heston, vive con suo padre in seguito al divorzio dei suoi genitori, anche perché la madre si è trasferita in Bangladesh. Lei e Hetson si vogliono bene, anche se Harley lo considera presuntuoso e poco presente. Joey inizia a farle da baby sitter, anche se poi lei e Harley diventano praticamente amiche, più volte le due hanno dimostrato di essere legate da una sincera premurosità reciproca.

- David. Interpretato da Greg Rikaart, doppiato da Marco Baroni. Amico di C.J. è un giovane ragazzo gay con cui Jack inizia a uscire, i due intraprendono successivamente una relazione, ma anche se in apparenza le cose tra Jack e David sembrano funzionare senza intralci, David lo lascia intuendo che Jack non è ancora pronto per impegnarsi in una storia seria e matura. Jack prova a riconquistarlo ma poi, davanti all'irremovibilità di David che non intede tornare con lui, si rassegna e capisce che tra loro è finita, anche perché Jack, più che per amore, voleva stare con David semplicemente per non rimanere da solo.

- Patrick. Interpretato da Taylor Handley, doppiato da Paolo Vivio. È il ragazzo di Harley, frequentano lo stesso liceo. Pur essendo innamorato di Harley, essendo Patrick incostante, orgoglioso e insicuro, fatica a dimostrarglielo, ciò si riflette nei suoi atteggiamenti insolenti e provocatori, tuttavia tiene sinceramente ad Harley. Il rapporto tra Harley e Patrick ricorda molto quello tra Joey e Pacey ai tempi del liceo, infatti Joey prova un po' di antipatia per Patrick proprio perché quest'ultimo le ricorda Pacey quando pure lui era un adolescente arrogante e immaturo.

- Rich Rinaldi. Interpretato da Dana Ashbrook, doppiato da Giorgio Borghetti. Rampante agente di borsa che si occupa di istruire Pacey quando quest'ultimo inizia a lavorare in un'agenzia di cambio. Rich è un uomo estremamente arrogante che vive soltanto tra soldi, carriera e donne servili e disponibili. Benché Pacey, sotto la guida di Rich, riesce a diventare un ottimo venditore, rinuncia al lavoro avendo capito che Rich è un uomo fin troppo detestabile.

- Sadia Shaw. Interpretato da Sarah Shahi, doppiata da Deborah Ciccorelli. Giornalista che tratta temi econimici, lei e Pacey si incontrano per la prima volta a una festa mondana, in seguito iniziano a uscire insieme fino a diventare amanti, tuttavia la loro è una relazione che non può seguitare, infatti Sadia si vede costretta a non frequentarlo più dopo avergli confessato di avere già un fidanzato.

- Bill. Interpretato da Geoffrey Lewis, doppiato da Dante Biagioni. È lo zio di C.J. inizia a uscire con Evelyn, infatti sono stati Jen e C.J. a farli incontrare. Nonostante Bill sua un po' rude e maschilista, Evelyn inaspettatamente trova divertente la sua compagnia, purtroppo però lei decide di non frequentarlo più quando scopre che di avere il cancro al seno.